# Arzo (Morbegno)
Arzo è una frazione del comune di Morbegno, in provincia di Sondrio.

## Geografia fisica
La frazione di Arzo è situata a sud del centro comunale, nella valle di Albaredo, ad un'altezza di 721 metri sul livello del mare. È collegata con Morbegno grazie alla strada provinciale 8 per il Passo S. Marco. Prima della costruzione di tale strada era collegata con Morbegno tramite la Via Priula.

## Monumenti e luoghi d'interesse
Nella frazione si trova la chiesetta di San Giovanni Battista, consacrata nel 1605 ed eretta a parrocchia nel 1805 quando si staccò da quella di Valle. Nel 1984 venne aggregata a quella di Morbegno.